# Qatar aux Jeux olympiques d'été de 1984
Le Qatar participe aux Jeux olympiques d'été de 1988 à Los Angeles aux États-Unis. Il s'agit de sa première participation aux jeux, le comité national olympique ayant été fondé en 1979 et reconnu par le CIO en 1980.
Le Qatar aligne une équipe au tournoi masculin de football, vainqueur de son groupe du tournoi de qualification de la zone Asie (l'Arabie saoudite est le second qualifié directement).

## Athlétisme
| Faraj Saad Marzouk                                                        | 100 m     | 10.78 | 5e | Éliminé | Éliminé | Éliminé | Éliminé | Éliminé | Éliminé |         |         |
| Jamal Al-Abdullah                                                         | 200m      | 21.10 | 4e | 21.44   | 7e      | Éliminé | Éliminé | Éliminé | Éliminé |         |         |
| Waheed Khamis Al-Salem Faraj Saad Marzouk Jamal Al-Abdullah Talal Mansour | 4 × 100 m | 40.60 | 6e | NC      | NC      | 40.43   | 8e      | Éliminé | Éliminé | Éliminé | Éliminé |
| Ibrahim Al-Taher                                                          | Marathon  | NC    | NC | NC      | NC      | NC      | NC      | DNF     | DNF     |         |         |

| Athlète               | Épreuve   | Points    | Rang |
| --------------------- | --------- | --------- | ---- |
| Mohamed Mansour Salah | Décathlon | 6 589 pts | 21e  |

## Football
L'équipe du Qatar participe au tour préliminaire dans le groupe A au coté du Chili, de la Norvège et de la France.
Lors de leur premier match, ils accrochent les Bleus, futurs champions olympiques, avec un match nul sur le score 2-2 ; Al-Muhannadi marquera le premier à 21e minute et égalisera à la 90e.
Les qataris enchaineront malheureusement par deux défaites sans marquer de buts, finissant dernier du groupe avec un seul point.
| 29 juillet 1984 | France                   | 2–2 | Qatar                | Navy-Marine Corps Memorial Stadium, Annapolis    |                                                  |
| 19:30           | Garande 43e · Xuereb 62e |     | 21e 90e Al-Muhannadi | Spectateurs : 29 240 Arbitrage : Filho ( Brésil) | Spectateurs : 29 240 Arbitrage : Filho ( Brésil) |
| 19:30           | Rapport                  |     |                      | Spectateurs : 29 240 Arbitrage : Filho ( Brésil) | Spectateurs : 29 240 Arbitrage : Filho ( Brésil) |

| 31 juillet 1984 | Chili     | 1–0 | Qatar | Navy-Marine Corps Memorial Stadium, Annapolis        |                                                      |
| 19:00           | Baeza 52e |     |       | Spectateurs : 14 508 Arbitrage : Siles ( Costa Rica) | Spectateurs : 14 508 Arbitrage : Siles ( Costa Rica) |
| 19:00           | Rapport   |     |       | Spectateurs : 14 508 Arbitrage : Siles ( Costa Rica) | Spectateurs : 14 508 Arbitrage : Siles ( Costa Rica) |

| 2 août 1984 | Qatar   | 0–2 | Norvège        | Harvard Stadium, Boston                            |                                                    |
| 19:00       |         |     | 21e 52e Vaadal | Spectateurs : 17 529 Arbitrage : Kalombo ( Malawi) | Spectateurs : 17 529 Arbitrage : Kalombo ( Malawi) |
| 19:00       | Rapport |     |                | Spectateurs : 17 529 Arbitrage : Kalombo ( Malawi) | Spectateurs : 17 529 Arbitrage : Kalombo ( Malawi) |

## Tir
Quatre tireurs sont engagés
- En tir au pistolet feu rapide à 25 m , Said Al-Karbi et Eid Fayroze finissent respectivement à la 42e et 49e place
- En carabine à 50 m position couchée , Sulaiman Mohamed et Jadaan Tarjam Al-Shammari finissent respectivement à la 49e et 65e place